# Прибой (город)
Прибой (серб. Прибој / Priboj) — сербский город, расположенный в Златиборском округе, общине Прибой на реке Лим. Согласно данным переписи населения 2002 года, в городе проживало 19564 человека. Основан в средневековье недалеко от крепости Ягат, стоявшей на горе Бич.

## География
Располагается на юго-западе Сербии около границы с Черногорией и Республикой Сербской, на высоте 395 м над уровнем моря. Через город протекает река Лим. К юго-западу от города стоит гора Бич высотой 1386 м, к юго-востоку гора Побиеник (1423 м), к северу гора Црни-Врх (1155 м), к северо-востоку гора Баньско-Брдо (1264 м).

## История
Основан на месте ярмарки. До 1912 года был в составе Турции, в ходе Первой Балканской войны освобождён и присоединён к Королевству Сербии. Пережил Первую и Вторую мировые войны. В годы Гражданской войны его население сократилось настолько, что в 2002 в городе насчитывалось всего на десяток человек больше, чем в 1991.

## Население
В городе Прибой проживает 19564 человека по состоянию на 2002 год, из них совершеннолетними являются 15093 человека, средний возраст составляет 36,4 лет (36 для мужчин и 36,7 для женщин). Насчитывается 6199 семей, на 100 семей насчитывается в среднем 316 человек. Этническое большинство составляют сербы.
| Год переписи | Численность |
| ------------ | ----------- |
| 1948         | 1 549       |
| 1953         | 1 902       |
| 1961         | 5 490       |
| 1971         | 13 034      |
| 1981         | 18 295      |
| 1991         | 21 949      |
| 2002         | 19 564      |

| Национальность    | Численность населения |
| ----------------- | --------------------- |
| Сербы             | 13 386                |
| Боснийцы          | 4538                  |
| Черногорцы        | 372                   |
| Югославы          | 90                    |
| Хорваты           | 30                    |
| Венгры            | 15                    |
| Македонцы         | 12                    |
| Албанцы           | 11                    |
| Словенцы          | 7                     |
| Буневцы           | 4                     |
| Русские           | 3                     |
| Украинцы          | 2                     |
| Не определившиеся | 38                    |

Национальный состав
 Сербы (68,42 %) Боснийцы (27,78 %) Черногорцы (1,9 %) Хорваты (0,15 %) Другие (1,75 %)

## Экономика
В 1953 году в городе была основана Фабрика автомобилей Прибой (серб. Фабрика Аутомобила Прибој), которая является одним из крупнейших автозаводов современной Сербии. Она выпускает преимущественно грузовые автомобили.

## Спорт
- ФК ФАП
- РК Прибой